# Gerummästaren
Gerummästaren är ett anonymnamn för en glasmålare verksam under 1300-talet
Gerummästaren invandrade till Gotland möjligen från Rhentrakterna i Tyskland. I Grötlingbo kyrkas kor finns bevarade rester av två sidofönster med framställningar av apostlarna Petrus och Tomas som troligen utförts av Gerummästaren. Bilderna visar samma form i kroppsplastiken som utmärker apostlabilderna i Kölnkatedralens Petrusportal, och denna form och ornamentik var något nytt i det gotländska glasmåleriet. Till hans främsta arbete räknas den bevarade bilden av S:t Olov i Gerums kyrka.